# Abbotswood (Hampshire)
Abbotswood – wieś w Anglii, w hrabstwie Hampshire, w dystrykcie Test Valley. Leży 10 km na południowy zachód od miasta Winchester i 110 km na południowy zachód od Londynu. W 2015 miejscowość liczyła 1006 mieszkańców.